# بحيرة زيورخ
بحيرة زيورخ (الألمانية السويسرية/ألامانية: Zürisee؛ الألمانية: Zürichsee) هي بحيرة في سويسرا تمتد إلى الجنوب الشرقي من مدينة زيورخ. اعتمادا على السياق فإن مسمى «بحيرة زيورخ» أو Zürichsee يمكن استخدامه لوصف البحيرة ككل أو جزء من البحيرة عند جسر سيدام في رابرسفيل، في حين أن الجزء الموجود في رابرسفيل قد أن يسمى Obersee أو البحيرة الكبرى.

## الجغرافيا

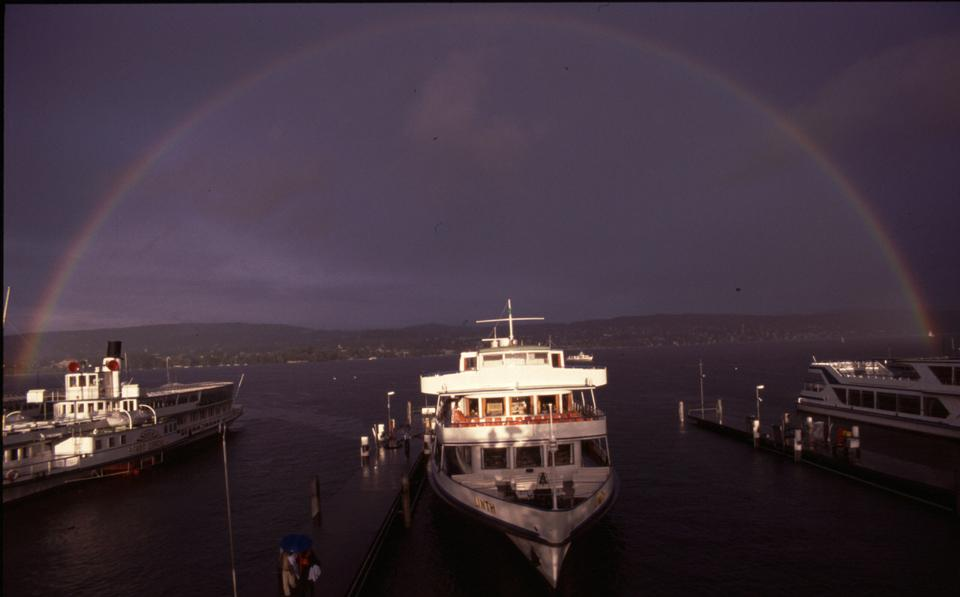
قوس قزح فوق بحيرة زيورخ

تكونت بحيرة زيورخ من نهر لينث، والذي ينبع في الأنهار الجليدية من جبال الألب غلاروس و تم تحويله عن طريق قناة إيشر (أنجزت في عام 1811) إلى بحيرة فالن حيث تجري مياهه على الطرف الشرقي من بحيرة زيورخ عن طريق قناة لينث (أنجزت في عام 1816). تتدفق مياه بحيرة زيورخ من إلى الناحية الشمالية الغرب عبر مدينة زيوريخ؛ وتتدفق المياه إلى نهر ليمات. النقطة التي التي تتجمع فيها المياه هي سفح جبل تودي الذي يرتفع 3,614 متر فوق مستوى سطح البحر.
لا توجد مجاري مائية مهمة تصب في البحيرة إلى جانب نهر لينث. يوجد في البحيرة معبر سيدام، وهو جسر يعبر نقطة ضيقة في البحيرة ويحمل خط سكة حديد وطريق بين مدينتي رابرسويل إلى بفافيكون. القسم الشرقي من البحيرة يعرف باسم أوبرسي، وتعني «البحيرة العليا» بالألمانية. إلى الغرب من هذا السد تكمن جزر صغيرة هي لوتزلاو وأوفناو، حيث لجأ إليها أولريش فون هوتن ومات في عام 1523. التربة على ضفتي البحيرة خصبة وبها عدة مزارع. وبها وجهة سياحية مهمة هي شبه جزيرة أو في قرية أو بين فيدنسفيل وهورغن.
إلى الشرق توجد بحيرتان صغيرتان: بحيرة غرايفن أو Greifensee وبحيرة بفافيكون أو Pfäffikersee. تقع أقاليم زيمربيرغ وإيتزل إلى الغرب.
من ناحية إدارية، تنقسم بحيرة زيورخ بين كانتونات زيورخ وسانت غالن وشفيتس. تتبع أغلب البحيرة السفلى إلى الغرب من سيدام إلى كانتون زيورخ، في حين أن البحيرة العليا مشتركة بين كانتون سانت غالن وشفيتز .

## السكان والنقل
هناك ثلاثة مراكز سكانية على البحرية وهي زيورخ وبفافيكون ورابرسفيل.
لا توجد الجسور عبر البحيرة ما عدا بوركليبلاتز في زيورخ وسيدام.
شركة بحيرة زيورخ للملاحة Zürichsee-Schifffahrtsgesellschaft تقدم خدمات السياحة بسفنها على بحيرة زيورخ. 

## المدن على البحيرة
تقع زيورخ في الشمال الغربي من البحيرة هي أكبر مدينة على البحيرة.
على الشاطئ الغربي (الذي يصبح تدريجيا الشاطئ الجنوبي) تقع مستوطنات روشليكون، تالفيل، هورغن, فيدنسفيل، ريكترسفيل، بفافيكون، لاخن.
على الشاطئ الآخر تقع مدن كوسناخت، مايلن، شتيفا، مع مدينة رابرسفيل من القرون الوسطى، وقلعتها هي موطن المتحف البولندي. تقع مدينة شمريكون بالقرب من الطرف الشرقي من البحيرة وتقع بلدة أوزناخ في أقصى الشرق.

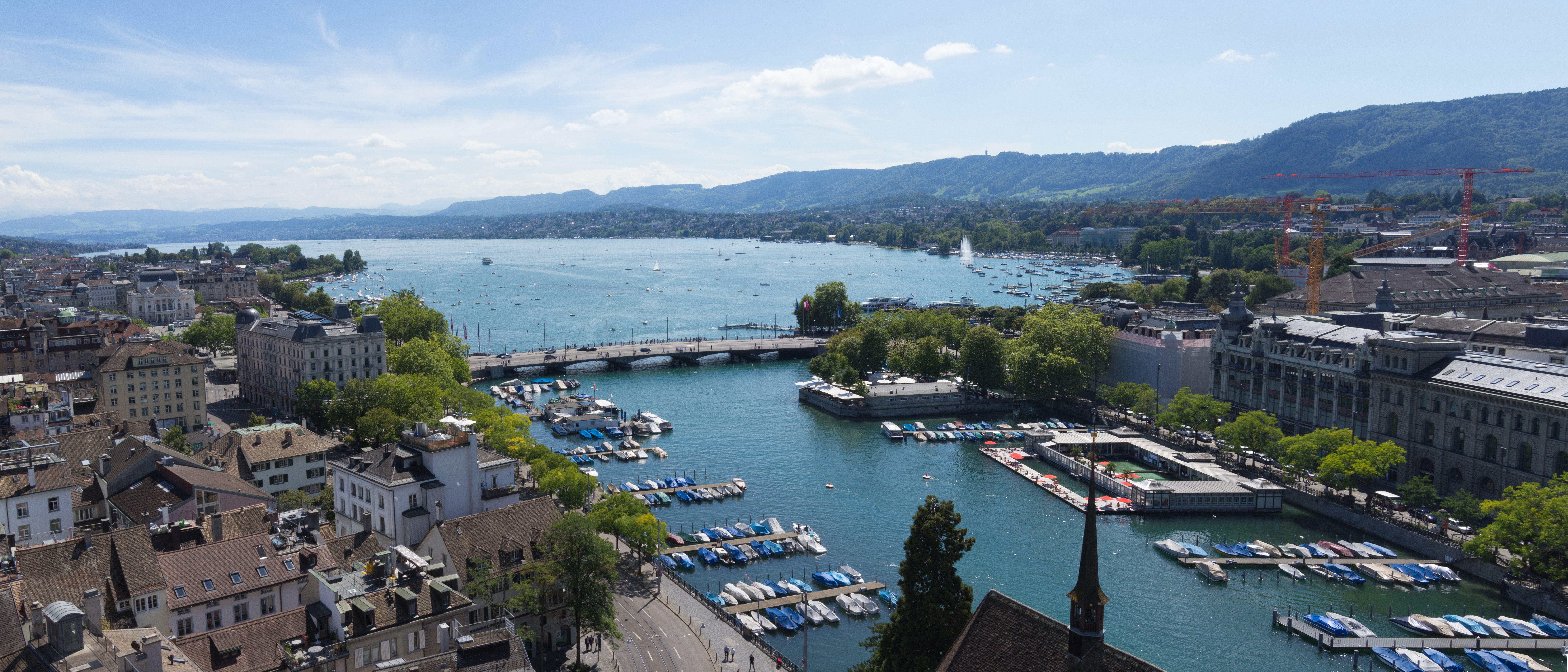
بحيرة زيورخ من غروسمونستر

## نوعية المياه
مياه بحيرة زيورخ نظيفة جدا وتصل درجات الحرارة خلال فصل الصيف إلى 20 °م (68 °ف). ومن الأنشطة الشعبية هي السباحة في الحمامات العامة والشواطئ. أفضل الطقس للسباحة هو في أواخر أغسطس. تتم تنقية مياه البحيرة ووضعها في نظام المياه في زيورخ وهي صالحة للشرب.

## معرض الصور

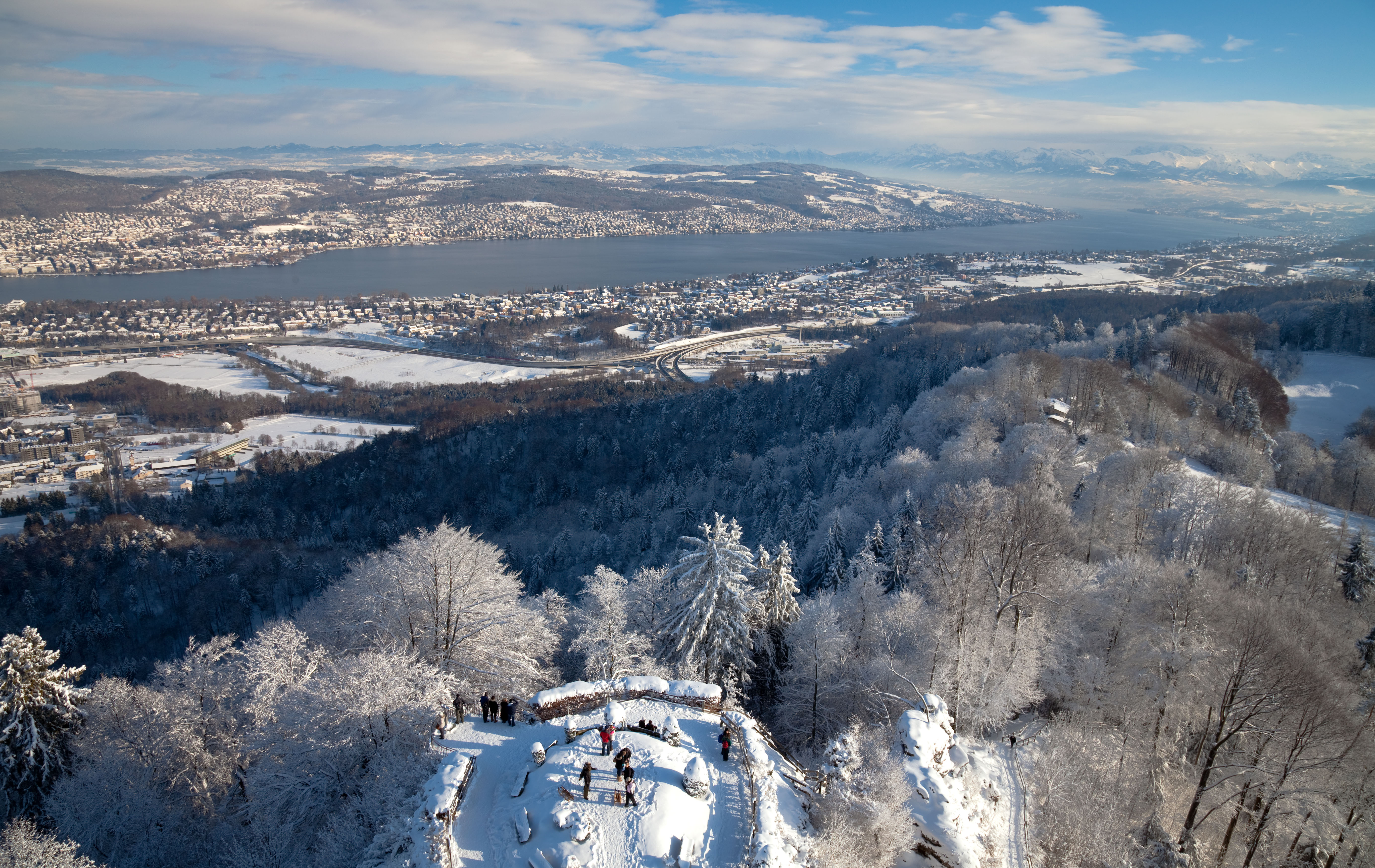
منظر من أعلى برج الاتصالات في أوتليبرغ.
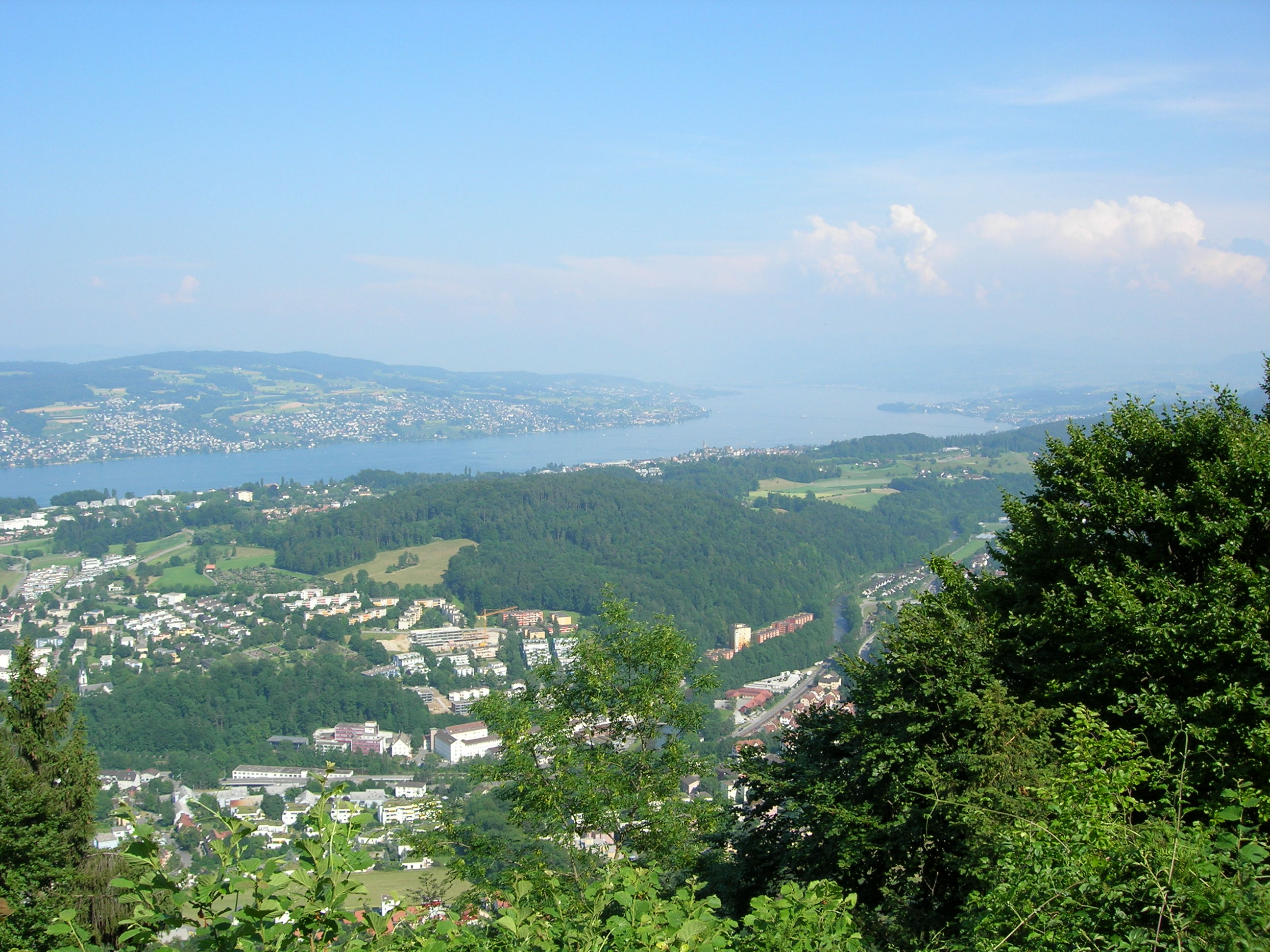
منظر منفيلسنيغ إلى الجزء الشرقي من بحيرة زيوريخ
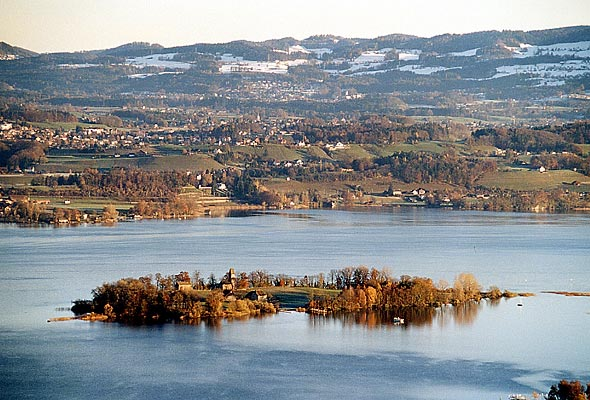
جزيرة أوفناو
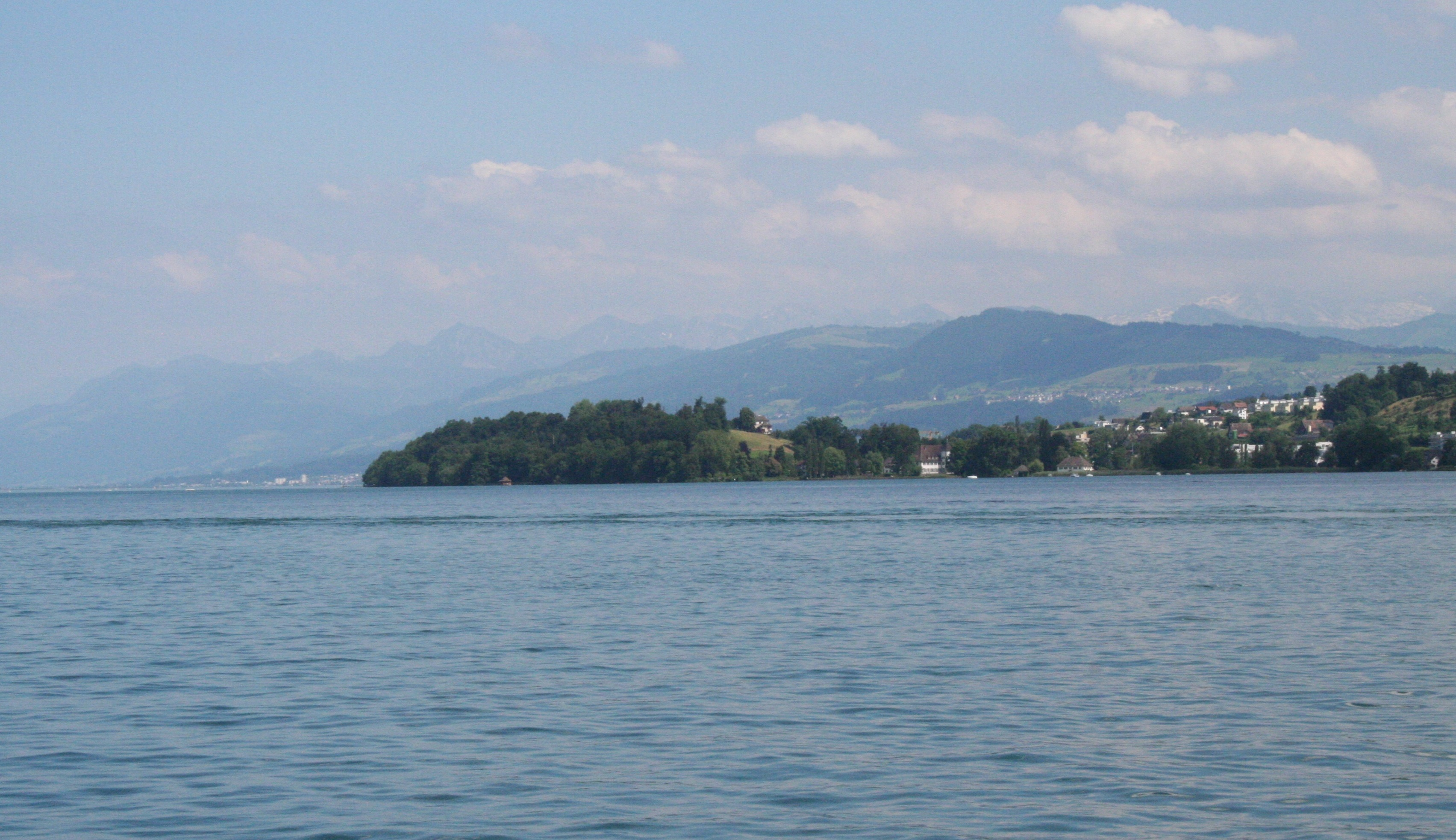
شبه جزيرة أو
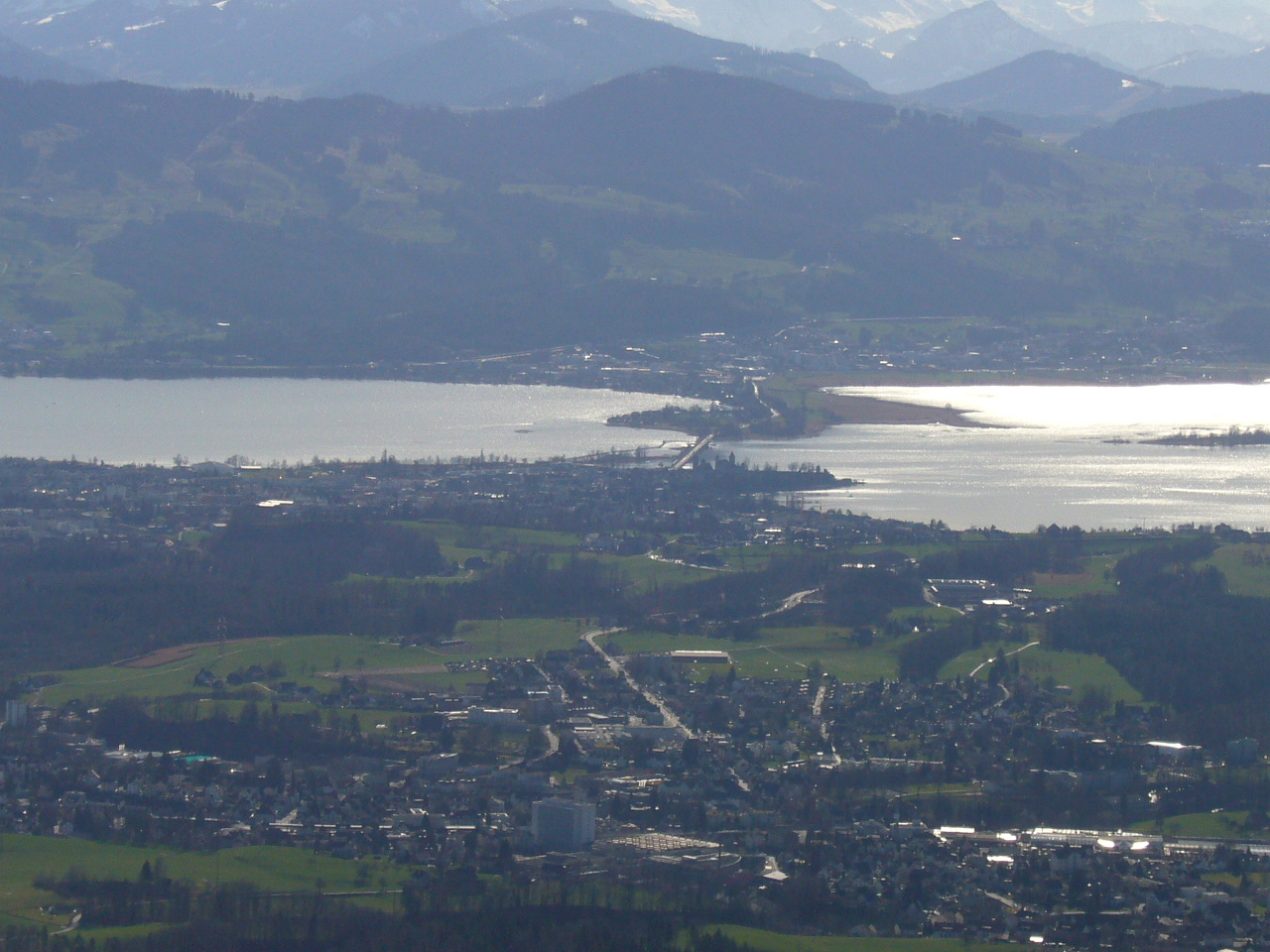
جسر سيدام بين رابرسفيل وهوردن ويطل من تل باختل
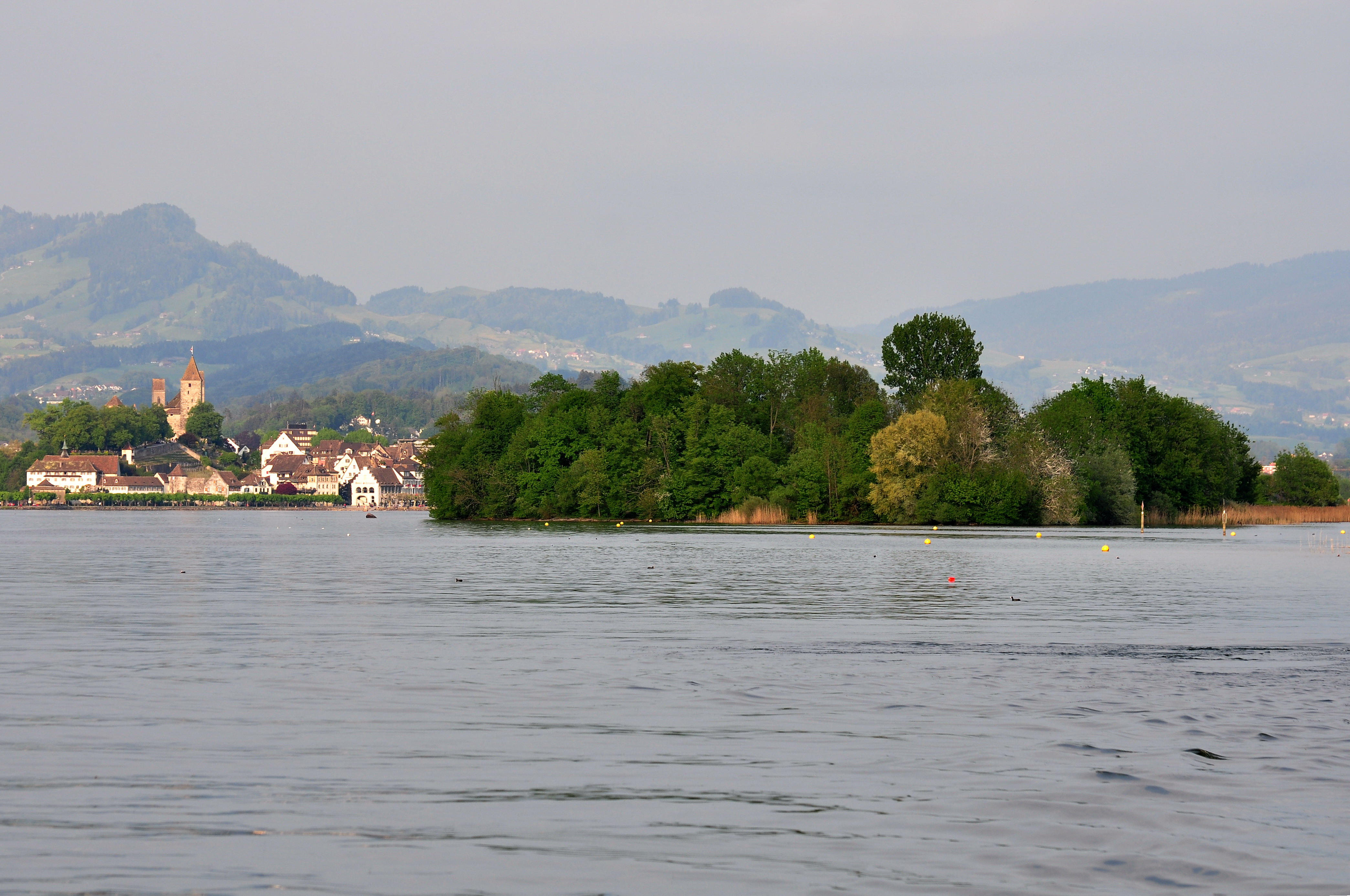
منظر لوتزلاو ورابرسفيل من جزيرة أوفناو
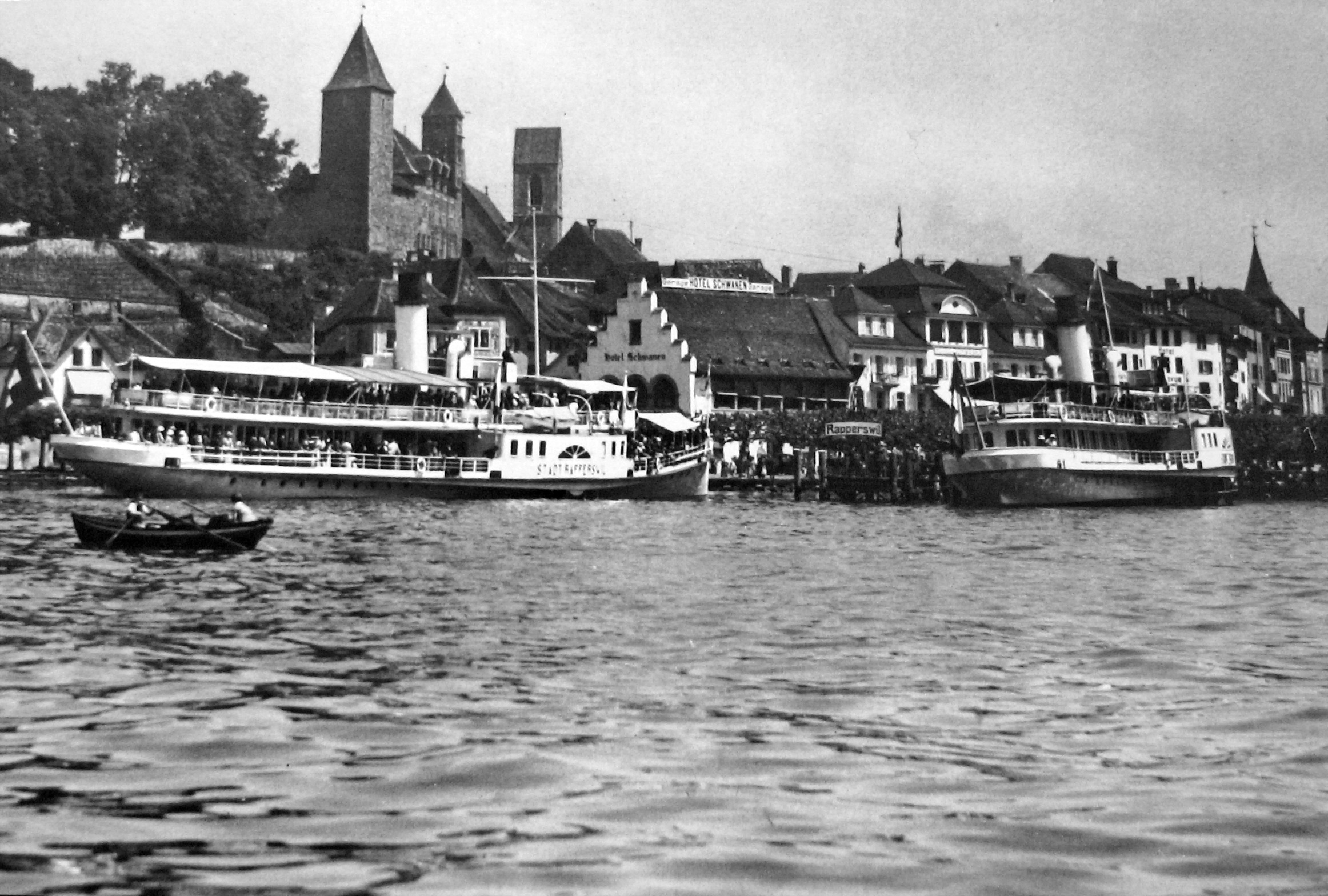
البواخر الدولابية شتات رابرسفيل (إلى اليسار) و شتات زيورخ (1914) في ميناء رابرسويل

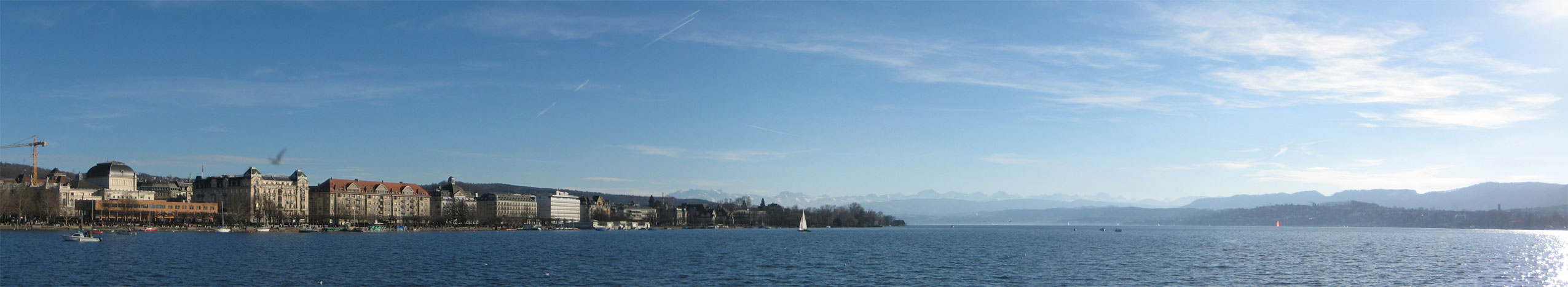
بانوراما للبحيرة من زيورخ إلى جبال الألب.

## مساكن ما قبل التاريخ
هناك مجموعة من مساكن ما قبل التاريخ في أنحاء البحيرة وتضم 11 من إجمالي 56 المساكن حول جبال الألب في سويسرا.
أدخلت هذه المسكن ضمن مواقع التراث العالمي لليونسكو، كما أنها مدرجة أيضا ضمن فئة الكائن في القائمة السويسرية للأملاك الوطنية ذات الأهمية الثقافية والإقليمية.